# RK Metković
Le Rukometni Klub Metković est un club croate de handball, situé à Metković.

## Historique
Le club est fondé en 1963 sous le nom de RK Mehanika. Il monte pour la première fois en première division yougoslave en 1978, mais pour un an seulement. Après l’indépendance de la Croatie, le club s’installe en première division, et en 1997 dispute sa première compétition européenne après une quatrième place en championnat. c’est d’ailleurs la Coupe de l’EHF qui sera le premier trophée majeur du club, en 2000. L’année suivante, Metković parvient à briser l’hégémonie du RK Zagreb en remportant la Coupe de Croatie et même le championnat. Mais une décision administrative lui retira ce titre pour le donner au RK Zagreb, car un joueur de Metković aurait joué en parallèle en Slovénie sous un autre nom.
Metković est célèbre pour le grand nombre de joueurs de talent passés dans ses rangs, dont Ivano Balić, élu deux fois meilleur joueur du monde en 2003 et 2006, dont la première fois lorsqu'il évoluait dans le club.

## Palmarès
- Coupe de l’EHF (1) : 2000
  - Finaliste : 2001

- Champion de Croatie : 2000 (titre retiré)
- Coupe de Croatie  (2) : 2001, 2002

## Anciens joueurs célèbres
- Ivano Balić : 2001-2004
- Patrik Ćavar : 1986-1989
- Ivan Čupić : junior puis 2002-2005
- Davor Dominiković : avant 1997 et 1999-2002
- Slavko Goluža : 1999-2002
- Blaženko Lacković : 1999-2002
- Valter Matošević : 1999-2001
- Petar Metličić : 1998-2002
- Renato Sulić : 1999-2000

## Anciens entraîneurs célèbres
- Zvonimir Serdarušić : 1986-1989